# Strojexport
Strojexport je česká obchodní firma založená již v komunistickém Československu 1. října 1953 jako jeden z podniků zahraničního obchodu (PZO). Společnost se zabývala vývozem a dovozem transportního zařízení, zvedacího zařízení, ocelových konstrukcí, zařízení pro výstavbu silnic, pro těžbu, pro čištění a úpravu vody, zařízením pro závody na výrobu betonu, dále železničními vagony a nákladními vozy, elektrickými pecemi, apod. Nabízela také geologické práce a činnosti při výstavbě silnic, železnic, mostů a tunelů. 
V roce 1989 byla převedena na akciovou společnost a v roce 1992 prošla privatizací, na které se podílel bývalý zaměstnanec Luděk Vinš, dnes předseda představenstva. Privatizací majitelé s firmou získali také palác Fénix na Václavském náměstí.
V dnešní době se Strojexport zaměřuje na služby exportu, importu a zprostředkování obchodu v oblasti strojírenství ve více než 50 zemích. Je členem Svazu průmyslu a dopravy České republiky a Hospodářské komory Hlavního města Prahy.